# این مملکت مال حزب‌اللهی‌هاست
این مملکت مال حزب‌اللهی‌هاست گفتاوردی سیاسی دربارهٔ مالکیت حزب‌اللهی‌ها بر کشور ایران است که پس از انقلاب ۱۳۵۷ رواج پیدا کرد. این گفتاورد پس از بیان منصوره معصومی اصل در یک برنامه تلویزیونی مورد توجه قرار گرفت.

## تاریخچه
سید علی خامنه‌ای، رهبر جمهوری اسلامی ایران، تابستان سال ۱۳۷۴ و در جمع جانبازان ورزشکار، گفته بود «این مملکت، مملکت حزب‌اللهی‌هاست و آینده این مملکت هم به‌دست همین حزب‌اللهی‌ها و نیروهای انقلابی و مؤمن رقم می‌خورد و هر جا هم مشکلی عمده پدید آید، آنها باید بیایند و آن را حل کنند…»

## برنامه آرمان
در آبان ۱۴۰۲، منصوره معصومی اصل در برنامه زنده آرمان که از شبکه قرآن تلویزیون ایران پخش شد، با انتقاد از صدا و سیما به دلیل دعوت از محمدجواد آذری جهرمی و سید محمدعلی ابطحی گفت که وقتی به صدا و سیما اعتراض می‌کند، مسئولان آن می‌گویند که از آنها انتقاد می‌شود که «تلویزیون شده برای حزب‌اللهی‌ها.» او در ادامه با لحنی طلبکارانه و با تأکید ادامه می‌دهد «بگن، این مملکت مال حزب‌اللهی‌هاست. این مملکت مملکتِ امام حسین است.»

## واکنش‌ها
سید مرتضی آوینی در بخشی از پاسخ خود به مسعود بهنود گفته‌است «در جمهوری اسلامی همه آزادند الا بچه حزب‌اللهی‌ها».
اظهارات معصومی اصل به موضوعی بحث‌برانگیز در عرصه سیاسی و شبکه‌های اجتماعی تبدیل شد. جدا از واکنش مخالفان، جناح‌های داخلی نظام و از جمله اکثر گروه‌های اصولگرا اظهارات او را محکوم کردند و مدعی شدند که ایران برای همه ایرانیان است.
محمدعلی ابطحی در واکنش به این اظهارات نوشت این خانم «مملکت را مال خودشان می‌دانند و بس» شهاب الدین طباطبایی، دبیرکل حزب ندای ایرانیان، با انتقاد شدید از صداوسیمای جمهوری اسلامی، این جملات را «تلخ»، «تأسف‌بار»، «آپارتایدگونه» و برخلاف «اصول ۱۹ و ۲۰ قانون اساسی» و «تمام شعارهای ابتدای انقلاب» توصیف کرد.
محمدجواد آذری جهرمی، وزیر پیشین ارتباطات جمهوری اسلامی، در واکنش به این اظهارات گفت «ملت اجازه خالص‌سازی مملکت را نمی‌دهند.» آذر منصوری، رئیس جبهه اصلاحات ایران، این اظهارات را «بی‌اعتنایی به اصل ایران برای همه ایرانیان» عنوان کرد. احمد زیدآبادی، روزنامه‌نگار و فعال سیاسی نیز در یادداشتی در روزنامه اعتماد گفت «واقعیت را همین خانم در برنامه زنده صدا و سیما گفته‌است.»
حسین نورانی‌نژاد، از چهره‌های اصلاح‌طلب، در یادداشتی در روزنامه اعتماد نوشت «حزب‌اللهی‌ها خود را بانی و مالک انقلاب می‌دانند در حالی که سهمی بیش از بقیه در انقلاب نداشتند و چه بسا کمتر هم بودند.» وحید اشتری، فعال رسانه‌ای نزدیک به حکومت ایران، در شبکه اجتماعی ایکس نوشت که این تفکر «کلی تئوریسین دارد، چندین هزار میلیارد پول برایش خرج شده‌است، چند دهه تجربه حکمرانی پشتش دارد».
معصومی‌اصل که در دفاع از مواضعش با ارجاع به سخنان خامنه‌ای منازعه را گسترش داده بود، بعداً سکوت در پیش گرفت. گروه‌های اصولگرا نیز انتساب او به خود را رد کردند و هیچ‌کدام او را گردن نگرفتند. از جمله مهدی فضائلی، از اعضای بیت رهبری، سخنان معصومی‌اصل را سطحی یا مغرضانه خواند.
به گفته ناصر نوبری، سفیر پیشین ایران در شوروی، «اساساً موطن بر اساس نوع عقیده یک تفکر صهیونیستی است. در کشور ما هم برخی می‌گویند این مملکت مال حزب‌اللهی هاست و برخی دیگر هم کامل می‌کنند و می‌گویند غیر حزب‌اللهی‌ها از کشور بروند، این همان روش و تفکر صهیونیستی است.»

## منصوره معصومی اصل
منصوره معصومی اصل شهروند اهل ایران و معلم قرآن است. او از سال ۱۳۸۵ مدیر و مؤسس یک مؤسسه قرآنی به نام مؤسسه بیت النور است و دکترای علوم قرآن و حدیث دارد. به‌گفتهٔ خودش، «نویسنده» و «استاد دانشگاه» است. او از سخنرانان گردهمایی‌های مذهبی در شهر کرج است. او از همین منطقه در انتخابات مجلس یازدهم به‌عنوان عضوی از گروه شبکه راهبردی یاران انقلاب اسلامی نامزد شد اما رای نیاورد و به مجلس راه نیافت.
معصومی خودش را «آتش به اختیار» سید علی خامنه‌ای، رهبر جمهوری اسلامی ایران، می‌داند و می‌گوید به «لایحه حجاب و عفاف» و عملکرد دستگاه قضایی نسبت به حجاب اجباری «نقد جدی» دارد. وبگاه خبری ایران‌وایر او را «از نمونه‌های زنان سرباز جنگ نرم در جهت جهاد تبیین» می‌خواند.
معصومی با حضور فعالی که در شبکه‌های اجتماعی و صدا و سیما دارد، هر از چندی با اظهارات جنجالی‌اش مطرح می‌شود. او در اظهاراتش، به‌ویژه برای پشتیبانی از هم‌فکران و تاختن به مخالفان، بسیار به سخنان رهبر جمهوری اسلامی استناد می‌کند.
همزمان با فشار بر هنرمندان ایرانی به بهانه حجاب اجباری، او در یک هیئت مذهبی گفته بود که «در کمتر از ۸ سال دیگر ایران بهشت روی زمین خواهد شد و سلبریتی‌های بی‌هویت خودتحقیر جایی در این بهشت نباید داشته باشند.»